# Bataille de Kapyong
Guerre de Corée
Batailles
Offensive nord-coréenne :

(juin 1950 - septembre 1950)
- Pokpung
- Chuncheon
- Séoul (1re)
- Busan (navale)
- Chumunjin
- Osan
- Pyeongtaek
- Cheonan
- Chochiwon
- Daejeon
- Sangju
- Yongdong
- Hwanggan
- Notch
- Périmètre de Busan

Contre-offensive de l'ONU :

(septembre 1950 - octobre 1950)
- Incheon
- Bombardement de Pyongyang
- Pyongyang

Intervention chinoise :

(octobre 1950 - avril 1951)
- Onjong
- Unsan
- Chongchon (Wawon)
- Réservoir de Chosin
- Évacuation de Hŭngnam
- Séoul (3e)
- Twin-Tunnels
- Jipyeong-ri
- Imjin
- Kapyong

Impasse :

(août 1951 - juillet 1953)
- Crèvecœur
- Fleuve Han
- Opération Commando
- Maryang San
- Suncheon
- Barrage de Sui-Ho
- Triangle Hill
- le Crochet
- Fleuve Samichon
- Armistice de Panmunjeom

Post armistice :
- Raid sur la Maison Bleue
- Attaque de l'EC-121
- Incident du peuplier
- Infiltration de Gangneung
- Guerre du crabe

La bataille de Kapyong est un épisode de la guerre de Corée qui s'est déroulé du 22 au 25 avril 1951 dans le district de Gapyeong. Le but des forces chinoises était de reprendre Séoul.  La 118e division volontaire du peuple chinois, en supériorité numérique, perd le terrain contre les Américains, les Canadiens et les Australiens.

## Contexte historique

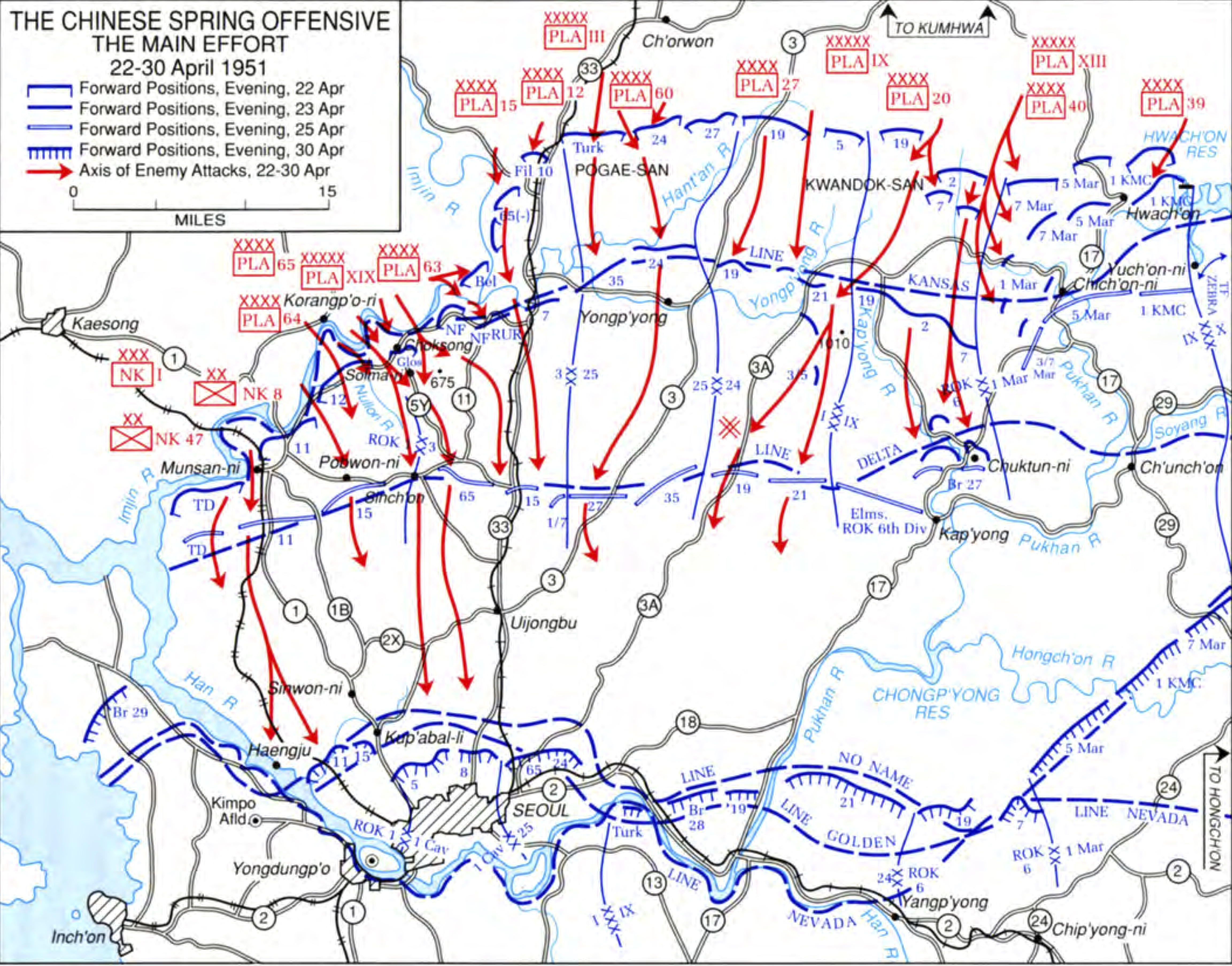
L'offensive chinoise, fin avril 1951.

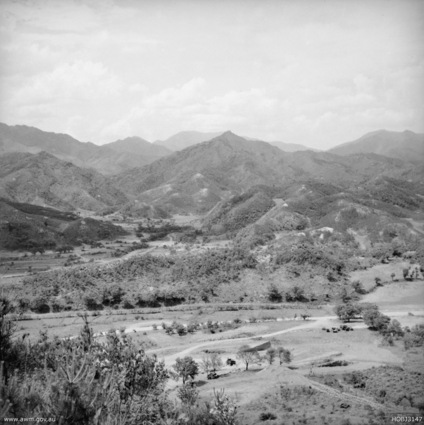
Kapyong, Corée du Sud, juin 1952.

La vallée de la Kapyong, occupée par la 27e brigade du Commonwealth qui était alors en réserve, est une route idéale d’évasion pour les Sud-Coréens. La rivière Pukhan traverse le centre de la vallée, dont la largeur atteint quelque trois kilomètres. Le 2e bataillon canadien du Princess Patricia’s Canadian Light Infantry (PPCLI) s’installe à la cote #677 et le 1er Régiment britannique du Middlesex s’accroche au sud des Patricias, tandis que le 3e bataillon du Royal Australian Regiment occupe la cote #504.

## Déroulement de la bataille

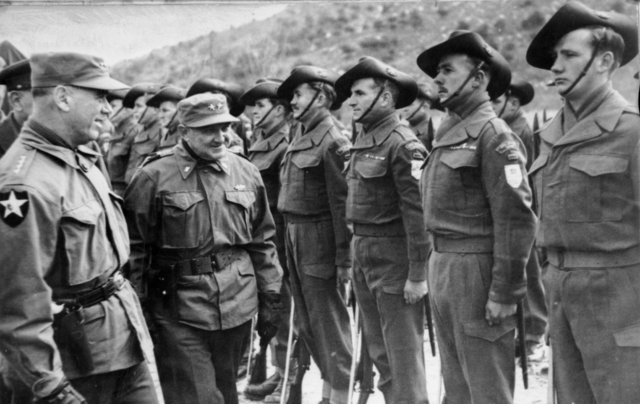
Inspection des troupes par Van Fleet après la bataille.

Dans la nuit du 22 au 23 avril 1951, les forces chinoises attaquent les positions de la 6e Division de la République de Corée qui est menacée d’être coupée du reste des troupes et d’être anéantie. Les Australiens sont les premiers à être attaqués durant toute la nuit du 23 au 24 avril. Le jour, les Australiens sont forcés à se retirer. Leur retrait expose les Patricias aux attaques directes.
La bataille générale débute. Les Canadiens repoussent l’assaut par le tir nourri de mitrailleuses et de mortiers, puis sont débordés et le commandant appelle un tir d’artillerie sur ses propres positions. Ils ont pu maintenir leurs positions, vitales à la défense de toute la brigade. L’ennemi a souffert de lourdes pertes et son offensive a été arrêtée. Ce jour-là, le 2e bataillon du Princess Patricia’s Canadian Light Infantry a gagné l’un des premiers rangs parmi toutes les unités de l’ONU en Corée par sa bravoure et son héroïsme.